# Nelling
Nelling é uma comuna francesa na região administrativa de Grande Leste, no departamento de Mosela. Estende-se por uma área de 7,4 km². Em 2010 a comuna tinha 272 habitantes (densidade: 36,8 hab./km²).